# Нели Недялкова
Нели Парашкевова Недялкова е доктор по филология, преподавателка по български език и литература.

## Биография
Нели Недялкова е родена на 19 март 1953 г. в г. Плевен. Дъщеря е на поета Парашкев Дюлгеров, автор на стихосбирката „Легло на огън“ (София, „Хайни“, 2000). Дългогодишна преподавателка по български език и литература в Математическа гимназия „Гео Милев“ – Плевен и НСОУ „София“ – София. При професионалната си реализация е придобила Първа професионално-квалификационна степен.
Доктор по филология с дисертация на тема „Поетични неологизми в съвременната българска поезия“ (1991).
Участвала е дълги години в работата на Съюза на филолозите българисти (в редакционния съвет на сп. „Език и литература“ от 1994 до 2000 г.). Участвала е и в работата на Международното социолингвистично дружество (1991 – 1994). Член на Съюза на учените в България (от 2013 г.).

### Монографии
- Неологизми в съвременната българска поезия. София: Университетско издателство „Св. Климент Охридски“, 1992, 101 с. [1]
- Художествена неология. София: Съюз на филолозите българисти, 2013, 295 с. [2][3][4]
- Молебен за българския език. Интервюта с Мирослав Янакиев, Христо Първев, Петър Пашов, Кирил Димчев и Михаил Виденов. София: Университетско издателство „Св. Климент Охридски“, 2013, 198 с. [5]
- Българският поетичен Лувър. София: Университетско издателство „Св. Климент Охридски“, 2021, 424 с.

### Студии, статии, интервюта, съобщения, рецензии
- Поетични неологизми в съвременната българска поезия (Опит за социолингвистично проучване). – Език и литература, 1987, кн. 5, с. 119 – 129.
- Ценно ръководство за научноизследователската работа на филолозите (Рец. за Янакиев, М. „Електрониката в помощ на учителя филолог“. София: „Народна просвета“, 1989). – Български език и литература, 1989, кн. 4, с. 60 – 63. Рецензията е в съавторство с Виктор Недялков.
- Компютърна социолингвистична анкета. – Проблеми на социолингвистиката. Т. 3. София, 1990, с. 19 – 28.
- Международна научна среща по социолингвистика. – Български език и литература, 1990, кн. 2, с. 63 – 64.
- Неологичната рима с оглед на правоговорните норми на книжовния език. – Език и литература, 1990, кн. 2, с. 113 – 120.
- Оказионализми в съвременната българска проза. – Език и литература, 1991, кн. 5, с. 48 – 55.
- Методическият принцип „Опора на практическата граматика“. – Език и литература, 1992, кн. 1, с. 19 – 26.
- Фикусизми и жаргонизми. – Език и литература, 1992, кн. 6, с. 91 – 94.
- Философска лирика без философски понятия (Разговор с Блага Димитрова и акад. Петър Динеков). – Език и литература, 1992, кн. 3, с. 38 – 43.
- Жаргонизми и поетични неологизми. – Проблеми на социолингвистиката. Езиковата ситуация в микро- и макросоциалните общности. Велико Търново, 1993, с. 69 – 71.
- Скритите текстове в социолингвистични аспекти. – Родна реч, 1993, кн.1, с. 18 – 22.
- За националната проверка по български, учебниците и ученическите текстове. – Език и литература, 1997, кн. 3 – 4.
- Решавали ли сте необикновена лингвистична задача? (Разговор с проф. Мирослав Янакиев, проф. Петър Пашов, проф. Христо Първев, проф. д-р Михаил Виденов и проф. Кирил Димчев.) – Език и литература, 1997, кн. 3 – 4, с. 89 – 97.
- Изпит и обществена отговорност. – Българска реч, година IV/1998, кн. 3 – 4, с. 32 – 34.
- Хуманитаристиката е проблематизиране на човешкото. – Език и литература, 1998, кн. 3 – 4, с. 200 – 201.
- Криворечието – „Малък модел на България“ (Рец. за Попов, К. Криворечие мое. София: ИК „Ваньо Недков“, 2013). – Литературен глас, 2014, февруари – март.
- Криворечието – „Малък модел на България“ (Рец. за Попов, К. Криворечие мое. София: ИК „Ваньо Недков“, 2013). – Словото, брой 12(744) 27 март 2014.
- Полифункционални помагала по български език (за V, VI, VII клас) – (Рец. за Димчев, К., Нешева, Р., Горанова, Ил. Текстове и задачи по български език за V клас. София: Издателство „РИВА“; Димчев, К., Харизанова, М. Текстове и задачи по български език за VI клас. София: Издателство „РИВА“; Димчев, К., Горанова, Ил. Текстове и задачи по български език за VII клас. София: Издателство „РИВА“). – Български език и литература, 2015, кн. 1, с. 91 – 98.
- Проф. Кирил Димчев – генератор на методически идеи, креатор, дескриптивист, интерпретатор и учител. – Приноси към теорията и практиката на езиковото образование. Сборник в памет на проф. Кирил Димчев. Съст. М. Георгиева, А. Петров, Р. Пенкова, В. Кръстанова. София: Булвест 2000, 2015, с. 10 – 12.
- Първо помагало за изучаване на български език като втори. – Образование, 2015, кн. 1, с. 92 – 104.
- „Може би и аз съм един Пинокио...“ (Рец. за Любенов, В. Адвокатът на лудите. Пловдив: Жанет 45, 2016. – Електронно списание LiterNet, 25.07.2016, № 7 (200).